# Episymploce taiwanica
Episymploce taiwanica är en kackerlacksart som först beskrevs av Bei-Bienko 1969.  Episymploce taiwanica ingår i släktet Episymploce och familjen småkackerlackor.
Artens utbredningsområde är Taiwan. Inga underarter finns listade i Catalogue of Life.